# Indonesische Badminton-Mannschaftsmeisterschaft
Indonesische Badminton-Mannschaftmeisterschaften werden seit den 1980er Jahren ausgetragen. Im ersten Jahrzehnt wurden getrennte Teamwettbewerbe für Damen- und Herrenteams durchgeführt, ab 1990 dann Wettbewerbe für gemischte Teams. 2007 wurde des Weiteren eine Superliga
ins Leben gerufen.

## Die Sieger

### Damen- und Herrenteams
| Saison | Herren          | Herren               | Damen                | Damen                |
| Saison | Sieger          | Vizemeister          | Sieger               | Vizemeister          |
| ------ | --------------- | -------------------- | -------------------- | -------------------- |
| 1982   | PB Djarum Kudus |                      | PB Jaya Raya Jakarta |                      |
| 1986   | PB Djarum Kudus | PB Bimantara Tangkas | PB Bimantara Tangkas | PB Jaya Raya Jakarta |
| 1988   | PB Djarum Kudus | PB Bimantara Tangkas | PB Bimantara Tangkas |                      |

### Gemischte Teams
| Saison | Sieger               | Vizemeister                 |
| ------ | -------------------- | --------------------------- |
| 1990   | PB Pelita Jaya       | PB Djarum                   |
| 1992   | PB Pelita Jaya       | PB Djarum Kudus             |
| 1994   | PB Bimantara Tangkas | PB Djarum Kudus             |
| 1996   | PB Jaya Raya Jakarta | PB Bimantara Tangkas        |
| 1998   | PB Djarum Kudus      | PB Suryanaga Surabaya       |
| 2000   | PB Jaya Raya Jakarta | PB Djarum Kudus             |
| 2002   | PB Tangkas           | PB Jaya Raya Jakarta        |
| 2004   | PB SGS Elektrik      | PB Suryanaga                |
| 2006   | PB Jaya Raya Jakarta | PB Tangkas                  |
| 2008   | PB Tangkas           | PB Djarum Kudus             |
| 2010   | PB Djarum Kudus      | PB Tangkas                  |
| 2012   | PB Jaya Raya Jakarta | PB Djarum Kudus             |
| 2014   | PB Jaya Raya Jakarta | PB Djarum Kudus             |
| 2016   | PB Djarum Kudus      | PB Jaya Raya Jakarta        |
| 2018   | PB Jaya Raya Jakarta | PB Mutiara Cardinal Bandung |
| 2022   | PB Jaya Raya Jakarta | PB Mansion Exist Jakarta    |